# Numa Sadoul
Pour les articles homonymes, voir Sadoul.
Numa Sadoul, né le 7 mai 1947  à Brazzaville (Congo), est un écrivain, comédien, metteur en scène et spécialiste de la bande dessinée française.

## Biographie
Numa Sadoul naît le 7 mai 1947 à Brazzaville, au Congo, où son père, Numa Sadoul, est gouverneur de la France d'Outre-Mer. Il vit 19 ans en Afrique (Congo, Gabon, Djibouti) et à Madagascar, avant de se fixer à Cagnes-sur-mer en 1966, lorsque son père prend sa retraite. Depuis, il n'a plus quitté cette maison familiale. Il  étudie les lettres à l'université de Nice jusqu'à soutenir un mémoire en 1971 titré "Archétypes et concordance dans la bande dessinée moderne" et suit aussi des cours de théâtre.
Ainsi la critique de théâtre Renée Saurel écrit à son propos dans la revue Les temps modernes : « Numa Sadoul n'appartient à la négritude que par l'enfance, le cœur, le sens de la justice. » Son enfance à Madagascar lui vaudra d’être invité d’honneur au salon SO BD 2021 à Paris qui présente un focus sur la littérature dessinée malgache. L'importance d'avoir grandi en Afrique lui inspire en 1973 ces lignes dans un article à propos du personnage Corto Maltese et son créateur Hugo Pratt : « Dans une telle œuvre, on respire la brousse et la savane, les déserts riches de magie, les côtes où vivent des gens sans masque, on entend le rythme d'une existence à l'antipode de nos mesquineries européennes. […] En avons-nous remué des souvenirs communs, brûlants, Hugo et moi, frères d'Afrique, nostalgiques d'une jeunesse extraordinaire. »
Son grand-oncle Jacques Sadoul, avant de finir sa vie comme maire de Sainte-Maxime (dans le Var), s'est rallié à la révolution communiste en Russie, dont il est devenu un participant et un commentateur important. Il est l'un des rares étrangers titulaires du grade de colonel des cosaques et d'instructeur de l'armée soviétique.
En revanche Numa Sadoul n’a pas de lien de parenté avec l'historien du cinéma Georges Sadoul, ni avec l'autre Jacques Sadoul, éditeur de la collection J'ai Lu.
Si le succès du livre Tintin et moi, entretiens avec Hergé le fait connaître du grand public à partir de 1975, la vie artistique bien remplie de Numa Sadoul- qui est insomniaque ! - se partage depuis plus de cinquante ans entre deux mondes artistiques : celui de la scène (il écrit, met en scène, joue, pour l'opéra, et le théâtre...) et celui de l'écriture (presse, livres d'entretiens avec des auteurs de bande dessinée, mais aussi romans), avec de longues périodes où il délaisse l’une de ces pratiques au profit de l'autre.
En 2024, il continue à donner des cours de théâtre à Nice et à Saint Paul de Vence, à animer la troupe "Les Enfants Terribles" et à publier de nouveaux ouvrages (dont les entretiens avec Riad Sattouf en préparation),.
Il dévoile en 2024 son appartenance à la franc-maconnerie.
Dans Franquin et moi,entretiens avec Numa Sadoul, paru en 2024, Il se confie à Christelle Pissavy-Yvernault sur sa vie et son parcours.

### Littérature (hors bandes dessinées)
Les apprentissages de Numa Sadoul, futur écrivain, auteur dramatique et homme de presse, commencent très tôt en Afrique et à Madagascar.
Il apprend à lire à trois ans avec Tintin au Congo et Tintin en Amérique, à écrire à quatre, et rédige ses premiers poèmes et contes à l’âge de neuf ans. Ses poèmes et nouvelles commencent à paraître lorsqu'il a 16 ans dans le journal de son lycée à Tananarive, puis dans des revues spécialisées en poésie, la première étant Points et Contrepoints, en France, en 1964.
Durant les années 1960, certains de ses poèmes sont diffusés sur les ondes de France Culture et France Inter.
En 1970, il publie son premier livre, Oratorio, un recueil de pièces de théâtre, à l’enseigne de Pierre-Jean Oswald — à l’époque, principal éditeur de théâtre en France. Un de ses premiers ouvrages, un livre érotique édité par Régine Deforges, est interdit dés sa sortie. Depuis lors, plus de trente de ses ouvrages paraissent, qui relèvent de différents genres littéraires : romans, récits, théâtre, poésie, essais, entretiens autour de la BD.
Depuis les années 1970 jusqu'aux années 2000, il continue à publier des poèmes dans différentes revues, souvent du secteur de la bande dessinée, telles que : Caractères, Harangue, Métamorphoses, Poésie d’Ici, ainsi que des nouvelles dans Le Canard Sauvage, Circus, Les Cahiers de la bande dessinée, Fiction, Fluide glacial, La Demi-Lune, Métal hurlant, Le Phacochère, Actuel et Lunatique.
Paraissent notamment Le Marcheur d'étoiles (nouvelle de fantasy parue dans Lunatique no 63 à la fin des années 1960), Justice est fête (conte illustré par Gotlib, dans Bazar no 1, repris dans Fluide Glacial no 11), Sous le signe du Cancer (nouvelle publiée dans Fiction no 377), de courtes nouvelles dans Fluide glacial nos 8, 9, 14, 21, 130, Néon rouge (extrait d'un poème fantastique dans Métal hurlant no 36 bis, spécial "Fin du monde" en 1978).
Entre 1973 et 1981, il devient éditeur aux éditions Glénat, où il crée et anime notamment la collection de romans populaires Train d’Enfer qui, durant cette période, publie huit romans de jeunes auteurs, mais cette collection s'interrompt vite faute de succès.
Un projet de livre en collaboration avec le chanteur Georges Brassens dont il était proche, comportant une analyse de toutes ses chansons, ne verra pas le jour en raison de la disparition prématurée du chanteur.
Numa Sadoul est membre de la SGDL (Société des Gens de Lettres), de la SACD (Société des Auteurs et Compositeurs Dramatiques), de la SACEM (Société des Auteurs Compositeurs et Éditeurs Musicaux). Certains de ses ouvrages et articles sont traduits en plusieurs langues : allemand, anglais, chinois, espagnol, italien, japonais, néerlandais, portugais...

### Bande dessinée
À l’âge de trois ans, Numa Sadoul apprend à lire dans les albums de Tintin et de Spirou que sa mère lui montre chaque soir pour l’endormir.
Sa passion pour la bande dessinée se concrétise tout d’abord par une maîtrise de lettres sur ce sujet à l’Université de Nice en 1971, avec un mémoire intitulé Archétypes et concordances dans la bande dessinée moderne. Dans le cadre de ce travail, il envoie en 1970 un questionnaire aux plus grands maitres franco-belges de l'époque : Hergé, Roba, Peyo, Fred, Franquin, Vandersteen, Goscinny, Uderzo...
En 1970, il rencontre le jeune Jacques Glénat, qui, à l'âge de 16 ans, vient de créer le fanzine Schtroumpf (qui deviendra Les Cahiers de la bande dessinée). Ils deviennent amis et collaborent à la revue, ainsi qu'à d'autres projets : Glénat sera l'un des principaux éditeurs des livres de Numa Sadoul.
Il interviewe Hergé, une première fois en 1971 à la foire du livre de Nice, ce qui, cinq mois plus tard, l’amène à lui proposer de réaliser un livre d'entretiens.
En parallèle avec ses premiers livres d’entretiens s’ensuivent de multiples collaborations aux principaux organes de presse français et européens qui fleurissent alors, du plus petit fanzine amateur au quotidien Le Monde, jusqu’à la fin des années 1980. Pour Les Cahiers de la Bande Dessinée, il réalise de nombreuses interviews d’auteurs — entre autres, dans le numéro 22, un entretien détonnant avec René Goscinny où le scénariste et créateur de Pilote s’insurge d’être traité par ses détracteurs de raciste et nationaliste. À la fin des années 80, Il devient pour quelques mois rédacteur en chef de la revue.
Il est également le rédacteur en chef du trimestriel Le Canard Sauvage édité par Jacques Glénat dont sept numéros paraissent de 1973 à 1974.
Depuis 1973, Numa Sadoul publie de nombreux recueils d’entretiens avec les plus grands noms de la bande dessinée et du dessin humoristique. Malgré les réticences initiales des éditeurs, il impose et popularise ce genre dont il n'existait avant lui qu'un seul précédent dans le monde francophone : les entretiens de Philippe Vandooren avec Jijé et Franquin, en 1969. Au début des années 70, la bande dessinée vient alors d'atteindre la maturité nécessaire pour qu'on lui consacre enfin ce genre d'ouvrage. Numa Sadoul initie ainsi une nouvelle pratique, plaçant la barre haut pour ceux : Benoît Peeters, Thierry Groensteen et tous les francophones qui s'y essayeront par la suite. D'entretien en entretien, Numa Sadoul peaufine sa méthode, notamment en interrogeant Franquin : « J’ai une façon très insidieuse d’insister, de revenir en arrière. Quand je sens qu’il ne veut pas parler ou qu’il élude, je lui dis que nous y reviendrons et, là, je recommence à pilonner, et il finit toujours par cracher le morceau. La méthode de la police judiciaire ! »
En 1971, il est le premier à être reçu pour quatre jours d’entretiens par le maitre fondateur de la bande dessinée franco-belge Hergé — Numa Sadoul n'a alors que 24 ans. Fanny Rodwell, la veuve d'Hergé, raconte plus tard : « Hergé était un homme secret, pudique, il se livrait donc peu, jusqu’au jour où il m’annonça, avec une certaine excitation, qu’il allait donner une longue interview à quelqu’un qui, pour la première fois, avait le don de le mettre en confiance et de le faire s’exprimer plus profondément que d’ordinaire. Il en paraissait étonné et heureux. Le jeune homme qui réussissait cet exploit s’appelait Numa Sadoul. ». Ce dernier, qui avait répondu à l'invitation d'Hergé de lui rendre visite dans ses bureaux de Bruxelles à la suite de leur première rencontre à Nice, venait de lui proposer, sans l'avoir prémédité, le principe d'un livre d'entretiens. Hergé, flatté, avait immédiatement accepté, et les entretiens commencèrent sur le champ. « Mon culot a surement plu à Hergé », s'amusera Numa Sadoul. Pourtant en raison du manque d’enthousiasme des éditeurs — il s'agit du premier ouvrage de ce genre —, Tintin et moi ne parait qu’en 1975 chez Casterman, et encore, sur l'insistance d'Hergé. Le perfectionnisme et l'obsession du contrôle d’Hergé, qui procède à de nombreuses réécritures, expliquent aussi ce délai. Numa Sadoul, regrettera plus tard de ne pas avoir su — faute d'expérience — davantage pousser Hergé dans ses retranchement, lors de ces entretiens.
Tintin et moi , qui connaît plusieurs rééditions augmentées, est désormais utilisé comme livre de référence par les biographes d’Hergé et les analystes de son œuvre. Le livre donne lieu à un film du même titre réalisé par Anders Østergaard en 2003, incluant des extraits des enregistrements audios de 1971.
Numa Sadoul reviendra en 2024 sur cette expérience dans l'ouvrage collectif de Renaud Nattiez Demain Tintin? Entretiens avec "7 fils de Tintin" où sont intérrogés Albert Algoud, Jean-Marie Apostolidès, Pierre Assouline, Philippe Goddin, Jacques Langlois, Benoît Peeters et lui-même.
S'ensuivent d'autres livres d'entretiens avec d'autres grands auteurs de bande dessinée francophone : Franquin, Giraud/Moebius, Tardi, Uderzo, Vuillemin, Mordillo… Certains donnant lieu à des rééditions enrichies d'extraits inédits des entretiens originaux (Tintin et moi, Entretiens avec Gotlib) ou de nouveaux entretiens (Entretiens avec Uderzo). Dans le livre d'entretiens avec Christelle Pissavy-Yvernault, Numa Sadoul évoque aussi les occasions manquées, les livres qui ne furent jamais écrits, avec Hugo Pratt, Morris, Roba...
Le premier livre d'entretiens à être édité parait en 1973 — consacré à l'auteur Gotlib — bien que l'ouvrage ait été entrepris postérieurement aux entretiens avec Hergé. Le ton y est familier et le tutoiement de rigueur. Sur l'exigence de l'éditeur Albin Michel, qui estime qu'un essai se vendra mieux qu'un livre d'entretiens, une partie des conversations sont remaniées sous forme d'analyses à caractère souvent psychanalytique. La réédition par Dargaud en 2018 permettra un retour à la forme originellement souhaitée. Il en sera de même pour la première édition des entretiens avec Moebius.
Il parait évident à Numa Sadoul de consacrer un livre d'entretiens à Franquin, auteur non moins important et dont il est devenu ami dés 1971. Mais le trop modeste Franquin sera bien plus difficile à convaincre qu'Hergé : il faudra plus de 10 ans d'insistance à Numa Sadoul, et la complicité des proches du dessinateur, pour prendre littéralement le créateur de Gaston Lagaffe et du Marsupilami, par surprise à l'issue d'un déjeuner, de l'amener à se confier devant son magnétophone pour le livre Et Franquin créa Lagaffe.
Cas unique : Mister Moebius et Docteur Gir parait en 1976 et fait l’objet de deux rééditions augmentées en 1989 et 2015. Cette ultime version de l'ouvrage, Docteur Moebius et Mister Gir, entretiens avec Jean Giraud, parait trois ans après la disparition de l'auteur de BD, et rassemble près de quarante ans d’entretiens, qui embrassent — jusqu’aux tous derniers jours — la vie et l’œuvre du dessinateur de Blueberry et cofondateur de Métal hurlant, figure majeure de la bande dessinée et de l'illustration, du XXe siècle, et proche de Numa Sadoul. Tous les sujets, mêmes personnels, y sont abordés frontalement.
Numa Sadoul rencontre Edmond Baudoin au début des années 1970 et lui suggère de faire de la bande dessinée. L’intéressé répond qu'il n'aime pas « faire des bulles de mots au milieu des dessins ». Mais en s'y essayant, Baudoin découvre ainsi le plaisir d'écrire. Cette rencontre donne lieu en 1972 à l'une des toutes premières BD de Baudoin sur un scénario de Numa Sadoul : Histoire de bébé François, projet resté inachevé.
Numa Sadoul a également écrit quelques autres scénarios de bande dessinée, notamment Petite Annie au pays des songes dessiné par Olivier Lefevre, dont un épisode de six pages parait dans Pilote mensuel no 65 bis (octobre 1979) et le second, de huit pages, dans Circus no 65 (septembre 1983). La série devait être reprise avec Paul Cuvelier, qui n'en dessina que des esquisses. Une planche préparatoire de ce 3e épisode inachevé est publiée dans le livre de Philippe Goddin, Paul Cuvelier, les chemins du merveilleux, paru en 2006.
Numa Sadoul inspire aussi, à titre amical, des idées de gags aux auteurs de bande dessinée Franquin, Greg, Roba.
L'auteur Jacques Martin, rencontré en 1971 lors des entretiens avec Hergé, donne les traits de Numa Sadoul au personnage ambivalent Numa Sadulus dans les épisodes L'Enfant grec (1980) et La Chute d'Icare des aventures d'Alix. Ce Numa Sadulus réapparait 35 ans plus tard dans l'épisode Les Démons de Sparte (2015) d'Alix Senator, série dérivée par Thierry Démarez et Valérie Mangin, qui se déroule plusieurs décennies après les aventures d'Alix : le physique du personnage, désormais chauve, a logiquement suivi l'évolution de celui de son modèle.
Entre 1982 et 1984, et s'appuyant sur son expérience de metteur en scène d'opéra, Numa Sadoul adapte la Tétralogie de l'anneau du Nibelung de Richard Wagner à la bande dessinée, en qualité de scénariste, avec la dessinatrice France Renoncé. L'album est préfacé par Wolfgang Wagner, descendant du compositeur et directeur du Festival de Bayreuth. En 2016, dans le cadre d'un séminaire à l'université Paris-Sorbonne consacré aux interactions entre musiques et arts plastiques, l'universitaire Anne-Sophie Tronconi écrit : Dans Comment lire la bande dessinée, Frédéric Pomier pose cette question : « La bande dessinée se lit-elle ou se regarde-t-elle ? » En ce qui concerne la bande dessinée, L’Anneau du Nibelung de Numa Sadoul et France Renoncé, en raison du scénario lyrique, de la composition et de l’éclat chromatique des planches, non seulement elle se lit et se regarde, mais il semblerait qu’en plus, elle puisse s’écouter.
En 1989, sur l'instance de l'équipe de Jacques Glénat, Numa Sadoul collabore à nouveau aux cahiers de la bande dessinée en prenant la suite de Thierry Groensteen en tant que rédacteur en chef, pour une nouvelle formule qui se veut plus accessible en prenant comme modèle le magazine Première. Mais cette nouvelle formule ne dure que six numéros, faute de succès public, et en raison des critiques négatives réservées par la rédaction aux publications de la maison d'édition. En 2017, Numa participe enfin au re-lancement de ce magazine par Vincent Bernière, avec une rubrique régulière où il ouvre son carnet de dédicaces de grands de la BD et raconte les anecdotes qui s’y rattachent.
En 1989, au festival d’Angoulême, il est commissaire général de l'exposition « André Franquin, Les Rêves monstres ».
À compter de la fin des années 80, Numa Sadoul ressent une lassitude croissante vis à vis de la bande dessinée, qui le monopolise ne serait-ce qu'en raison de la production exponentielle d’œuvres à lire, et qui l’éloigne de ses autres passions. Il décide alors de se consacrer avant tout désormais au théâtre et à l'opéra. Dans ce mouvement, il s'éloigne aussi de la plupart de ses amis du milieu de la bande dessinée, avec une radicalité qu'il se reprochera plus tard.
Il consacre néanmoins épisodiquement à de nouveaux ouvrages, et la réédition d'anciens épuisés depuis, avec des mises à jour ou dans l'état. Ces rééditions nécessitent des compromis avec les ayants droit — ainsi la réédition des entretiens avec Franquin est-elle privée d'entretiens inédits —, et l'on attend depuis des décennies une réimpression des entretiens avec Hergé.
Le recueil Dessinateurs de presse : entretiens avec Cabu, Charb, Kroll, Luz, Pétillon, Siné, Willem et Wolinski est initié en 2006 mais ne paraît qu’en 2014, accueilli froidement par beaucoup des intéressés, notamment en raison des conflits entre Siné et ses anciens confrères de Charlie Hebdo. Après l’attentat du 7 janvier 2015 contre la rédaction de l’hebdomadaire, au cours duquel trois des dessinateurs qui avaient été intérrogés sont assassinés, le livre retrouve une triste actualité et doit être plusieurs fois réimprimé.
En 2015, Numa Sadoul est membre du jury au même festival d’Angoulême.
Numa Sadoul annonce en 2023 un livre d'entretiens à paraitre en 2024 avec Riad Sattouf, à l'initiative de ce dernier. Le dessinateur avait raconté dans son œuvre autobiographique L'Arabe du futur (tome 6) l'importance déterminante qu'avait eu la lecture des Entretiens avec Moebius par Numa Sadoul dans sa décision de devenir auteur professionnel de bande dessinée.
Dans Franquin et moi, entretiens avec Numa Sadoul, paru en 2024, Numa Sadoul raconte à Christelle Pissavy Yvernault la genèse du livre Et Franquin créa la gaffe, parle de sa relation avec Franquin, et revient plus généralement sur sa vie et son parcours. Il y estime que ses deux livres d'entretien les plus importants ont été ceux réalisés avec Franquin et avec Jean Giraud/Moebius, l'amitié qui le liait à ces deux auteurs y était pour beaucoup.

### Théâtre
La vocation théâtrale de Numa Sadoul se manifeste dès l’âge de trois ans, à Djibouti, en assistant à des spectacles de l’Alliance française en tournée africaine, et en commençant à interpréter de courtes pièces à l’école primaire. Il décide à l'âge de quatre ans de devenir acteur.. et tient parole! Par la suite, il ne cesse de pratiquer en amateur jusqu’au bac. Apprenti comédien au CDN d’Aix-en-Provence, il participe en 1968 à la tournée des « Pièces chinoises » montées par Patrice Chéreau avec sa Compagnie du théâtre de Sartrouville, et  devient comédien et metteur en scène professionnel, ainsi que directeur de troupe la même année.
Créé en 1968 par sa compagnie Orbe-Recherche Théâtrale (ORT), Oratorio concentrationnaire — qualifié de pièce du théâtre de l’incantation, où le comédien n’incarne pas de personnage et où le mot est utilisé comme véhicule d’une idée et comme sonorité — est joué en 1970 dans plusieurs villes européennes. Selon la critique théâtrale des temps modernes, Renée Saurel : "L'ORT ayant voulu, en 1969, tenter avec ce texte une expérience dans les foyers ruraux de Normandie, se la vit interdire par les édiles de Rouen qui la qualifièrent de « recherche subversive et dangereuse ». En voilà au moins qui croient au pouvoir révolutionnaire du théâtre !"
La pièce est publiée par l'éditeur de théâtre  Pierre Jean Oswald avec dans le même volume Le Sang des feuilles mortes  qui inspire à Renée Saurel ces lignes: "C'est une œuvre à la fois ouverte sur une réalité atroce et refermée sur elle-même, intérieure, quasi-onirique (...) On voit mal quels arguments les directeurs pourraient invoquer pour ne pas monter cette belle pièce. À moins que ce cri d'horreur, de colère, lancé par un Blanc non-pourri ne soit de ceux que l'on préfère ne pas entendre ?"
Ses activités théâtrales se ralentissent à partir du début des années 70, et jusqu'au début des années 90, en raison de disputes dans la troupe et en raison du temps qu'il commence à consacrer à la bande dessinée.
Numa Sadoul met en scène et/ou interprète ensuite une vingtaine de pièces (de Jean Genet à Shakespeare, ou des œuvres dont il est l’auteur). À partir de 1990, il ajoute à sa palette une fonction de pédagogue pour des jeunes de 7 à 25 ans, des handicapés et des prisonniers.
Tout en continuant ces activités éducatives, il anime sans relâche depuis 1999 la troupe des Enfants Terribles basée à Saint Paul de Vence qui fait vivre à des apprentis comédiens en âge scolaire une expérience de tournées professionnelles pour présenter des pièces d’Anouilh, Wilde, Marivaux, Aristophane ou Giraudoux,.

### Opéra
Avant qu'il n'y devienne metteur en scène, l'intérêt de Numa Sadoul pour l'opéra se manifeste tout d'abord par des activités éducatives et critiques.
Il découvre l'opéra, immédiatement passionné, vers l'âge de 10 ans à l'écoute de la Chevauchée des Walkyries de Richard Wagner. Dès l'âge de 17 ans, en 1964 et 1965, il anime « Wagner tel qu’il fut », une série de trente émissions à la Radio nationale de Madagascar, puis, de 1967 à 1968, une série de conférences-auditions sur Wagner aux universités de Nice et d’Aix-en-Provence.
Vers juin 1972, Numa Sadoul auditionne auprès du ténor Jean Planel au conservatoire du Nice. Numa Sadoul a l'oreille absolue, et le professeur juge sa voix de baryton d'une grande qualité. Il lui propose de le faire travailler dans le cadre d'un cursus accéléré. Mais, au grand regret de Jean Planel, Numa Sadoul renonce au bout de quelques mois, rebuté par le solfège, et déjà très monopolisé par ses autres activités.
À partir de 1973, Numa Sadoul signe des articles en tant que correspondant de quotidiens étrangers — Madagascar Matin, Le Journal d’Yverdon —, puis, en tant que chroniqueur titulaire, et jusqu’en 1985, aux journaux Humanisme, Circus et Le Nouvel Hebdo de Nice. De 1975 à 1979, il devient membre du comité de rédaction de la revue Opéra International, le seul magazine d’opéra en France, devenu ensuite Opéra Magazine. Ces collaborations qui, pour l'essentiel, sont bénévoles, lui permettent surtout d'être invité aux spectacles et festivals, et de nouer des contacts dans ce milieu. Il y bénéficie par ailleurs de sa réputation naissante en tant que metteur en scène de théâtre. Ses essais dramaturgiques consacrés aux œuvres de Wagner le font ainsi remarquer, notamment du metteur en scène d'Opéra Louis Erlo, qui accepte de l'engager en qualité d'assistant pour une première production.
Ainsi Numa Sadoul met le pied à l'Opéra en 1977 en collaborant avec Louis Erlo pour la mise en scène de Parsifal, à l'Opéra de Lyon, puis à l'Opéra du Rhin la même année. Il apporte de nombreuses idées de mise en scène, dont les plus audacieuses, aux yeux des wagnériens les plus conservateurs, lui valent d'être poursuivi à coups de parapluie à l'entracte. Suit en 1978 la mise en scène, avec Jean Aster, de Salomé de Richard Strauss à l'auditorium de Lyon , puis La Damnation de Faust de Berlioz, et, en 1979, Le Fou, de Marcel Landowski à l'Opéra du Rhin et à l'Opéra de Lyon, dans ces deux cas, à nouveau en tant qu'assistant de Louis Erlo.
Lohengrin, de Richard Wagner à l'Opéra du Nord en 1980 est sa première mise en scène en solo, après l'abandon de la production de Tristan et Isolde, que malgré son vif désir, il ne pourra jamais monter. Le concept de la mise en scène de Lohengrin lui apparait lors d'un rêve. Il y expérimente l'emploi des lasers. L'objectif de devenir metteur en scène d'opéra ainsi atteint, il abandonne les activités de critique en 1979... et regrettera d'avoir été parfois trop sévère avec certains chanteurs' lorsque plus tard' il aura à travailler avec eux !
Numa Sadoul monte ensuite en 1983 Eugène Onéguine de Tchaïkovski  à l'Opéra du nord (spectacle intégralement filmé par France 3), et Turandot de Puccini à l'Opéra de Marseille, dans une mise en scène qui y sera reprise en 1990. À nouveau, ses choix novateurs lui valent autant de huées, voire de menaces, de la part des spectateurs les plus conservateurs que de bravos des amateurs. Il faut attendre l'année 1990 pour sa mise en scène de Hänsel und Gretel d'Humperdinck, à l'Opéra du Rhin, 1993 pour L'incoronazione di Poppea, de Monteverdi à l'Opéra de Marseille, et 1995 pour La Flûte enchantée de Mozart à l'Opéra de Nantes. Cette mise en scène réconcilie cette fois-ci la majorité des spectateurs et des critiques, et sera reprise en 2016 (Opéra de Nice) et 2019 (Opéra de Marseille).
Ayant déjà adapté Wagner en bande dessinée, il invite dans le sens inverse des personnages de BD sur scène, ceux d'Hergé, en 2000 et 2001, avec une production à l'Opéra National de Bordeaux : Le Récital de… Bianca Castafiore, spectacle qui allie le 9ème art avec le 4e art et le 6e. Sa mise en scène de Madame Butterfly de Puccini sera créée en 2002 à l'Opéra de Marseille, et reprise à huit occasions les quatorze années suivantes dans divers opéras, avec à chaque occurrence, des innovations : enfants papillons, danseurs de buto,,...
Dans son livre 40 ans à l'opéra - ego-dictionnaire de l'art lyrique  paru en 2017, Numa Sadoul revisite sa carrière, et propose plus largement un dictionnaire subjectif de cet art, avec les analyses approfondies de ses œuvres préférées, la reprise de certains de ses travaux de critique, la description des différents métiers de l'opéra illustrées par des interviews de Jean Aster, Pierre Boulez, Patrice Chéreau, Bernard Lefort... Il y indique que ses auteurs de prédilection et mises en scène personnelles préférées restent Richard Wagner, avec Parsifal  et Lohengrin ; Mozart, avec Don Giovanni  et La Flûte enchantée , et Puccini, avec Turandot et Madame Butterfly.

## Publications

### Théâtre
- Oratorio et Le Sang des feuilles mortes, Pierre-Jean Oswald, Collection « Théâtre en France », 1970
- Bianca Castafiore, Le Récital, magazine des Amis de Hergé no 42, septembre 2006

### Essais
- Archétypes et concordances dans la BD moderne, Chez l’Auteur, 1971.
- Gotlib, Albin Michel, Collection "Graffiti", 1974
- Mister Moebius et Docteur Gir, Albin Michel, Collection "Graffiti", 1976
- Histoire de la bande dessinée en France et en Belgique (ouvrage collectif), Glénat, 1979. Réédition refondue, 1984
- Les Papagalli, bouffons, Glénat, 1992

### Récits, romans
- Mémoires d'Adam François San Hurcelo Lumneri, pornographe, L'Or du Temps/Régine Deforges, 1971 - ouvrage interdit dès parution. Nouvelle édition en préparation. Extrait in Anthologie de la fessée et de la flagellation, La Musardine, 1998
- Une soirée gagnée, in collectif Lieux d'écrits, Fondation Royaumont, 1987
- Carnaval des vampires (pseudonyme Frank Henry), Collection « Gore » no 107, Éditions Vaugirard, 1990
- La Chatte de la vieille dame (illustrations d’Alfred), Ciel Éther, 1995

### Dictionnaire
40 ans à l'opéra - Égo-dictionnaire de l'art lyrique, Éditions Dumane (20251 Pietraserena), 2017, 710 p.

### Entretiens
- Tintin et moi, Entretiens avec Hergé, Casterman, 1975 ; Rééditions, 1983, 1989, 2000 et 2004 — En poche chez « Champs », Flammarion, 2003[36]
- Portraits à la plume et au pinceau, Glénat, 1977
- Et Franquin créa la gaffe, Distri BD/Schlirf, 1986
- Entretiens avec Moebius, Casterman, 1991 (réédition augmentée de l'ouvrage de 1976). Prix Max et Moritz de la meilleure publication de littérature secondaire 1993)
- Le Livre d'or de Mordillo, Glénat, 1999
- Tardi, Niffle-Cohen, collection « Profession », 2000
- Vuillemin, Niffle-Cohen, collection « Profession », 2000
- Astérix et compagnie : entretiens avec Uderzo, Hachette, 2001
- Les Dessinateurs de presse : entretiens avec Cabu, Charb, Kroll, Luz, Pétillon, Siné, Willem et Wolinski, Glénat, 2014
- Docteur Moebius et Mister Gir : entretiens avec Jean Giraud, Casterman, 2015. (nouvelle édition revue et augmentée des ouvrages de 1976 et 1991)
- Entretiens avec Gotlib, Dargaud, 2018
- Uderzo l'irréductible : entretiens avec Albert Uderzo, Hachette, 2018 (nouvelle édition augmentée de l'ouvrage de 2001 Asterix et compagnie)
- Et Franquin créa la gaffe : entretiens avec André Franquin, Glénat, 2022 (réédition avec une nouvelle iconographie de l'ouvrage de 1986, épuisé)[37].
- Franquin et moi - entretiens avec Numa Sadoul de Christelle Pissavy-Yvernaut, Glénat, 2024.
- L’Arabe du futur et moi - Entretiens avec Riad Sattouf, à paraitre, (en 2025?) aux éditions du Futur.

### Bandes dessinées
- La Tétralogie de l'Anneau du Nibelung, d'après Richard Wagner, dessins de France Renoncé, Dargaud, collection « Histoires Fantastiques »
  - L'or du Rhin, 1982[38]
  - La Walkyrie, 1982 Médaille d'or de la Ville de Nice au Festival du livre 1982, Grand prix de la Ville de Paris 1982.[39]
  - Siegfried, 1984[40]
  - Le Crépuscule des dieux, 1984[41]

## Théâtre (auteur, acteur et metteur en scène)
- 1968: Sceaux de J. L. Nenert (mise en scène)
- 1968: Procès Verbal, collab. Françoise Delfosse (Saint-Jeannet, 1968 - auteur, mise en scène et acteur)
- 1969: 1970: Oratorio concentrationnaire (tournée européenne - auteur, mise en scène et acteur)
- 1979: Participation vocale à la création pour marionnettes « Les Grotesques de la musique » de Mireille Antoine et Sylvain Cambreling, au 1er Festival international Hector-Berlioz de Lyon (caractérise 36 personnages à lui tout seul)[42]
- 1982: Le Sang des feuilles mortes de N. Sadoul (auteur, mise en scène, acteur)
- 1987: Reflets d'Hélène (auteur, mise en scène)
- 1995: Antigone de Jean Anouilh (rôle de Créon)
- 1996 Aaron (auteur, mise en scène et acteur)
- 1997: Othello de William Shakespeare (adaptation, mise en scène et rôle-titre)
- 1999: Montserrat de Emmanuel Roblès (rôle de Izquierdo)
- 2001: Dieu aboie-t-il? de François Boyer (rôle de Stocchi)
- 2001: Les Bonnes de Jean Genet (mise en scène)
- 2001: Les Diablogues de Roland Dubillard (mise en scène)
- 2002: Inconnu à cette adresse de Kressmann Taylor (rôle de Schulse)
- 2003: Drôle de Faust de Gregorian (rôle de Faust)
- 2003: Prévert en scènes (mise en scène)
- 2003: Retour à Nagasaki (Bordeaux - auteur, mise en espace)
- 2004: Éloge de l'absent de Israël Horovitz (rôle de John Kiley)
- 2004: Silk d'après Baricco (rôles de Baldabiou et Hara Kei)
- 2004: Pierre et le Loup d'après Prokofiev (rôle du Grand-père en vidéo)
- 2005: Le Cirque volant des Monty Python (adaptation et mise en scène)
- 2006: Une page à part de Martine Pujol (rôle de Sigmund Freud)
- 2006: Le Dîner de cons de Francis Veber (mise en scène)
- 2008: Le Voyageur sans bagage de Jean Anouilh  (mise en scène)
- 2010: Épisode de la vie d'un auteur de Jean Anouilh  (mise en scène)
- 2012: Un Air de famille de Agnès Jaoui et Jean-Pierre Bacri  (mise en scène)
- 2014-15: Ondine de Jean Giraudoux  (mise en scène)[43]
- 2017: Salomé de Oscar Wilde (mise en scène)
- 2019: Le Legs de Pierre Marivaux[44],[45],[46]  (mise en scène)
- 2021: L’Assemblée des femmes d'après Aristophane  (adaptation et mise en scène)
- 2022: On purge Bébé de Georges Feydeau (rôle de Toto)
- 2023: Pelléas et Mélisande de Maurice Maeterlinck (mise en scène)
- 2025: Kaamelott (mise en scène).

## Opéra (mises en scène)
- 1977 : Parsifal de Wagner, l'Opéra de Lyon et l'Opéra national du Rhin (collaboration avec Louis Erlo)
- 1978 : Salomé de Richard Strauss, l'Opéra de Lyon (collaboration avec Jean Aster)
- 1978 : La Damnation de Faust de Berlioz (Assistant de L. Erlo), l'Opéra de Lyon et l'Opéra du Rhin
- 1979 : Le Fou de Marcel Landowski, l'Opéra du Rhin et l'Opéra de Lyon  (collaboration avec Louis Erlo)
- 1980 : Lohengrin de Wagner, l'Opéra du Nord
- 1983 : Turandot de Puccini, l'Opéra de Marseille
- 1983 : Eugène Onéguine de Tchaïkovski, l'Opéra du Nord (spectacle intégralement filmé par France 3, egalement acteur d'un rôle muet)
- 1990 : Turandot de Puccini, l'Opéra de Marseille
- 1990 : Hänsel und Gretel de Humperdinck, l'Opéra du Rhin
- 1993 : L'incoronazione di Poppea de Monteverdi, l'Opéra de Marseille
- 1995 : La Flûte enchantée de Mozart, l'Opéra de Nantes
- 2000 : Bianca Castafiore: le Recital Comédie-Opéra de Numa Sadoul d'après Hergé, l'Opéra National de Bordeaux (également acteur)
- 2000 : Ô mon bel inconnu, comédie musicale de Reynaldo Hahn et Sacha Guitry, l'Opéra de Nantes
- 2001 : Bianca Castafiore: Le Récital, Comédie-Opéra de Numa Sadoul d'après Hergé, l'Opéra National de Bordeaux (également acteur)
- 2002 : Madame Butterfly de Puccini, l'Opéra de Marseille
- 2003 : Madame Butterfly de Puccini, l'Opéra National de Bordeaux
- 2004 : Madame Butterfly de Puccini, l'Opéra de Toulon
- 2005 : Madame Butterfly de Puccini, l'Opéra de Metz
- 2007 : Madame Butterfly de Puccini, l'Opéra de Marseille
- 2007 : Orphée et Eurydice de Gluck, l'Opéra de Toulon
- 2009 : Don Giovanni de Mozart, l'Opéra de Metz
- 2011 : Madame Butterfly de Puccini, l'Opéra National de Bordeaux
- 2012 : Madame Butterfly de Puccini, l'Opéra de Toulon
- 2016 : Madame Butterfly de Puccini, l'Opéra de Marseille
- 2016 : La Flûte enchantée de Mozart, l'Opéra de Nice
- 2019 : La Flûte enchantée de Mozart, l'Opéra de Marseille

## Filmographie
- 1983 : Le Sablier, court-métrage de Jean-Yves Cousseau (Tobler)
- 2003 : Tintin et moi, d’Anders Østergaard (Lui-même)
- 2003 : Le Mystère de la chambre jaune, de Bruno Podalydès (Un journaliste)
- 2010 : Nuit de veille, court-métrage de Maël Rannou (M. Crapaud)
- 2018 : L'Intraface, court-métrage de Félix Meyer (Le PDG)
- 2020 : Dogma, court-métrage de Raphaël Ricerchi (Franck)

### Documentation
- Numa Sadoul (int. par Jean-Marc Vidal), « Magnetic Numa », BoDoï, no 35,‎ novembre 2000, p. 7-9.